# 行橋市立今元小学校
行橋市立今元小学校（ゆくはししりつ いまもとしょうがっこう,英語: Yukuhashi City Imamoto Elementary School）は、福岡県行橋市元永にある公立小学校。

## 概要
13学級、児童数267名（2017年度時点）。祓川の下流部にある。祓川は県道246号をはさんですぐ北側を流れる。須佐神社、浄喜寺等の神社・寺が周辺にある。

## 教育目標・理念
- 「自ら学び心身ともに健康で、人間性豊かな活力ある児童の育成」を目指している。

## 受賞歴
- 1990年（平成2年）
  - 6月 - 交通安全県知事賞最優秀賞。
- 1991年（平成3年）
  - 9月 - ボランティア協力校県知事表彰。
- 1994年（平成6年）
  - 10月 - 全国ボランティア厚生大臣賞受賞。
- 1996年（平成8年）
  - 6月 - 環境庁長官賞受賞[4]。

## 沿革
- 1875年（明治8年）育英校を開校。
- 1889年（明治22年）今元尋常小学校に改称。
- 1901年（明治34年）今元尋常高等小学校に改称。
- 1940年（昭和15年）今元国民学校に改称。
- 1945年（昭和20年）今元村立今元小学校に改称。
- 1954年（昭和29年）行橋市立今元小学校に改称。

## 通学区域
- 行橋市立今元小学校通学区域

## 交通アクセス
- 南行橋駅から徒歩28分

バス利用（太陽交通バス）
- 元永から徒歩2分
- 祇園橋から徒歩3分[5]